# Polygrammate hebraeicum
Polygrammate hebraeicum là một loài bướm đêm thuộc họ Noctuidae. Nó được tìm thấy ở phần phía đông của Bắc Mỹ, từ Ontario, phía nam đến Florida và as far phía tây as Texas.
Sải cánh dài 23–39 mm. Con trưởng thành bay từ tháng 5 đến tháng 8.
Ấu trùng ăn Black gum trees.